# エンリケ・バレステロス
エンリケ・バレステロス（Enrique Ballesteros、1905年1月18日 - 1969年10月11日）は、ウルグアイ・コロニア・デル・サクラメント出身の元同国代表の元サッカー選手（GK）。
1930年のFIFAワールドカップのトーナメントでは4試合に出場した。決勝のアルゼンチン戦ではゴールキーパーを務め優勝に貢献。オールスターチーム及び最優秀ゴールキーパー賞に輝いた。現役時代の所属クラブは、主にランプラ・ジュニオルスに所属した。

## 所属クラブ
- CSミラマール・ミシオネス 1926
- ランプラ・ジュニオルス 1926-1935
- CAペニャロール 1935-1937